# Щетько, Анна Семёновна
А́нна Семёновна Щетько, в девичестве — Шидло́вская (16 августа 1937 год, деревня Стецки, Столбцовский повет, Новогрудское воеводство, Польская Республика) — телятница колхоза «Красный Октябрь» Столбцовского района Минской области, Белорусская ССР. Герой Социалистического Труда (1966). Депутат Верховного Совета Белорусской ССР. Член ЦК КПБ.

## Биография
Родилась в 1937 году в многодетной крестьянской семье в деревне Стецки Столбцовского повета. Окончила семилетнюю школу. С 1954 года — полевод в сельскохозяйственной артели (позднее — колхоз «Красный Октябрь» Столбцовского района) и с 1959 года — телятница, оператор по откорму крупного рогатого скота этого же колхоза.
За годы семилетки (1959—1965) добилась высоких результатов в выращивании телят. Среднесуточный привес составил 960 грамм. Указом Президиума Верховного Совета СССР от 22 марта 1966 года удостоена звания Героя Социалистического Труда с вручением ордена Ленина и золотой медали «Серп и Молот».
Избиралась депутатом Верховного Совета Белорусской ССР (1980—1985), делегатом XXVI съезда КПСС, членом ЦК КПБ.
Проработала в колхозе до выхода на пенсию в 1992 году.

## Награды
- Орден Ленина
- Орден Дружбы народов (1983)
- Почётная грамота Президиума Верховного Совета Белорусской ССР (1968)
- Почётный гражданин Столбцовского района (2005)